# Вуквутагин
Вуквута́гин (Укута́гин, Укувута́гин; чук. Выквытагын; 1898, Уэлен — 1968, Уэлен) — чукотский художник, косторез, один из основателей и первых художественных руководителей Уэленской косторезной мастерской. Заслуженный художник РСФСР, кавалер Ордена Ленина.

## Биография
Вуквутагин родился в 1898 году в Уэлене в семье охотника. Брат костореза Хальмо. Окончил 4 класса поселковой школы. С ранних лет выходил на морской промысел, учился резьбе по кости.
Вошёл в первую постоянную бригаду косторезов уэленского колхоза. В 1931 году стал соорганизатором (совместно с инструктором исполкома резчиком Тегрынкеу) Уэленской косторезной мастерской и её заведующим. Сочетал организационную работу (сбор мастеров-косторезов) с творчеством. С 1933 года вёл занятия резьбы по кости в уэленской школе.
Работы Вуквутагина выставлялись на окружных, областных, региональных и республиканских выставках: «Народное творчество» в Государственной Третьяковской галерее (Москва, 1937), «Советский Дальний Восток» (Хабаровск, 1964, Владивосток, 1967; Улан-Удэ, 1969); «Советская Россия» (Москва, 1965, 1967), «Чукотско-эскимосская резьба и гравюра по кости» (Москва, 1977), а также выставках произведений народного искусства за рубежом.
Член Союза художников СССР (1961).
Вуквутагин работал в Уэленской косторезной мастерской до конца жизни. Воспитал несколько поколений мастеров-резчиков, в числе его учеников —
Иван Сейгутегин, Вера Эмкуль и др.
Умер в Уэлене в 1968 году.

## Творчество
Особое отношение к зверю, которое традиционно для чукотского и эскимосского искусства, получает в работах Вуквутагина наиболее полное выражение. Вуквутагин умел передать скупыми средствами величавую неподвижность, массивность и весомость лежащего на льдине моржа или тюленя.
Основные работы Вуквутагина представляют выполненные из моржового клыка анималистические скульптурные композиции (собачьи и оленьи упряжки) и отдельные фигурки полярных животных — медведей, тюленей, моржей, нерп, кашалотов.
Историк Чукотки М. М. Бронштейн отмечает лаконичность и выразительность созданных художником образов, отсутствие «излишней детализации» и мастерство в изображении характерных поз и особенностей животных.
Ряд работ Вуквутагина посвящён теме материнства в мире животных. Исследователь чукотского искусства Т. Б. Митлянская отмечает убедительность скульптур, отсутствие в них сентиментальности и нарочитости:
…Вуквутагин выступает как блестящий анималист, необычайно убедительно показывая проявление материнских чувств у животных. <…> Эмоциональная насыщенность не вступает в противоречие со спецификой декоративной скульптуры, выражаясь исключительно средствами пластики. Работы Вуквутагина лишены сентиментальности, нарочитости, к которым, казалось бы, нетрудно прийти при подобной тематике.
Отмечая, что для скульптурных групп Вуквутагина характерны «понимание материала» и «выявление его пластических возможностей», искусствовед называет «удивительным» «умение резчика создать целостную композицию, достигнуть слитности отдельных фигур, как бы вырастающих из одного куска кости».
Работы мастера тиражировались в косторезной мастерской.

## Наследие
Работы художника находятся в Музее антропологии и этнографии Института этнологии РАН, Российском этнографическом музее, Всероссийском музее декоративно-прикладного и народного искусства, музейном центре «Наследие Чукотки» (Анадырь), Сергиево-Посадском государственном историко-художественном музее-заповеднике и др.

## Награды и почётные звания
- 1950 — Орден Ленина[4]
- 1961 — Заслуженный художник РСФСР[4]

## Семья
- Дочь — Галина Тынатваль (1930—2007), гравёр, заслуженный художник Российской Федерации, лауреат Государственной премии РСФСР имени И. Е. Репина[2][9]

## Комментарии
1. 1 2  В разных источниках фигурируют разные места рождения Вуквутагина: Уэлен (Северная энциклопедия, 2004, с. 170; Митлянская, 1976, с. 195); в других источниках указывается поселение Дежнёво[2]. Энциклопедический источник представляется более авторитетным.